# NedCar
Netherlands Car B.V., oftest forkortet NedCar, er en nederlandsk bilfabrikant beliggende i Born. NedCar ejes siden efteråret 2012 af industrigruppen VDL Groep.

## Baggrund
Fabrikken blev opført i 1967 af bilfabrikanten DAF til at bygge firmaets personbiler som DAF 44 og DAF 55. Da Volvo overtog DAF's personbilsfabrikation i 1975, omdøbtes firmaet til Volvo Car BV og byggede modeller som Volvo 340 og Volvo 440.
I starten af 1990'erne planlagde Volvo at indstille den urentable bilproduktion. Den nederlandske stat var opsat på at beholde en stor arbejdsgiver, og siden Volvo fandt en strategisk samarbejdspartner i Mitsubishi Motors blev Volvo Car BV i august 1991 lavet om til Netherlands Car B.V., hvor Volvo, Mitsubishi og den nederlandske stat ejede hver en tredjedel af firmaet.

## NedCar
Fra slutningen af 1995 fremstillede NedCar søstermodellerne Volvo S40/V40 og Mitsubishi Carisma. I februar 1999 solgte den nederlandske regering sine aktier i NedCar til Volvo og Mitsubishi. Mitsubishi blev eneejer af NedCar i marts 2001, da Volvo solgte deres aktier. Volvo forlod til slut Born i 2004 og lod efterfølgeren S40/V50 fremstille i Gent, Belgien.
Mitsubishi fortsatte produktionen af Colt til det europæiske marked. Mellem 2004 og 2006 fremstilledes også den kortlivede søstermodel Smart Forfour. Siden 2008 bygges også SUV'en Outlander i Born.
I 2012 meddelte Mitsubishi, at man forventer at sælge NedCar på grund af alt for lav belægning. Firmaet blev købt af det nederlandske VDL Groep, som har ført forhandlinger med BMW om at fremstille Mini i Born fra og med 2014.